# ويليام بلاكويل برانش
ويليام بلاكويل برانش (بالإنجليزية: William B. Branch)‏ هو كاتب مسرحي أمريكي، ولد في 11 سبتمبر 1927 في نيو هيفن في الولايات المتحدة.

## وصلات خارجية
- ويليام بلاكويل برانش على موقع IMDb (الإنجليزية)